# Labdany
Labdany – to związki organiczne z grupy diterpenów o charakterystycznym szkielecie, są to pochodne perhydronaftalenu z odpowiednio ułożonymi łańcuchami bocznymi. Zostały po raz pierwszy wyizolowane z jałowca a później również z tytoniu. Olej labdanunowy to złotobrązowa ciecz wyodrębniana przez destylację żywicy z parą wodną, z krzewu Citrus ladanifer.
Główni przedstawiciele tej grupy to labdano-8,15-diol, kwas grindelowy i kwas 8-hydroksylabdano-15-karboksylowy.